# Paracyphoniscus meggiolazoi
Paracyphoniscus meggiolazoi är en kräftdjursart som beskrevs av Alessandro Brian 1958. Paracyphoniscus meggiolazoi ingår i släktet Paracyphoniscus och familjen Trichoniscidae. Inga underarter finns listade i Catalogue of Life.